# Willi-Peter Stoll
Willi-Peter Stoll (Stuttgart, 12 de junio de 1950 — Düsseldorf, 6 de septiembre de 1978) fue un miembro de la segunda generación de la Fracción del Ejército Rojo o (RAF)

## Biografía
Stoll participó el 1 de julio de 1977 junto a Knut Folkerts en el asalto a una armería en Fráncfort del Meno. Este asalto formaba parte de los preparativos para la operación de secuestro del presidente de la patronal alemana Hanns Martin Schleyer. 
Según el testimonio de Peter-Jürgen Boock y de otros compañeros de la RAF, Stoll fue uno de los participantes directos en el secuestro de Schleyer y estuvo directamente vinculado al ametrallamiento de los tres guardaespaldas y el chofer, hecho donde resultaron asesinadas las cuatro personas.
Willi-Peter Stoll se decepcionó de la lucha armada luego del fracaso del "Otoño Alemán", se consterno por los suicidios de los líderes históricos de la RAF: Ulrike Meinhof, Andreas Baader, Gudrun Ensslin y Jan-Carl Raspe. Terminó alejado y marginado de la organización, se estima que arrepentido del secuestro y las acciones de terrorismo.
El 6 de septiembre de 1978 se encontraba cenando en un restaurante chino en Düsseldorf cuando fue reconocido y denunciado a la policía por uno de los comensales. Al poco rato se presentaron varios policías uniformados, rodearon el restaurante e ingresaron para detener a Stoll.
El ex terrorista desenfundó una pistola y abrió fuego contra las fuerzas del orden, resultando herido y falleciendo poco antes de llegar al hospital. No hay certeza sobre sus últimos meses, sin embargo, el terrorista Peter-Jürgen Boock estima que Stoll hizo frente a la policía para morir en el acto pues asumir las consecuencias de los asesinatos de la operación Schleyer lo habían dejado mal psicológicamente.
Su nombre fue expresamente mencionado como digno de agradecimiento y respeto en la declaración final de disolución de la Fracción del Ejército Rojo, datada en marzo de 1998 y recibida por varias agencias de prensa el 20 de abril de 1998.
Stoll fue representado como uno de los miembros más radicales de la RAF en la película Der Baader Meinhof Komplex de Uli Edel.